# Lista de governadores de Illinois

## Lista de governadores doTerritório de Illinois(1809-1818)
O Território de Illinois foi formado em 1 de Março de 1809. Ninian Edwards, do partido Democrata-Republicano, foi o seu único governador (1809-1818) antes de se constituir como estado da União.

## Lista de governadores do estado deIllinois(1818-presente)
| #   | Nome                       | Partido               | Mandato     |
| 1.  | Shadrach Bond              | Democrata-Republicano | 1818 - 1822 |
| 2.  | Edward Coles               | Democrata-Republicano | 1822 - 1826 |
| 3.  | Ninian Edwards             | Democrata-Republicano | 1826 - 1830 |
| 4.  | John Reynolds              | Democrata             | 1830 - 1834 |
| 5.  | William Lee Davidson Ewing | Democrata             | 1834 - 1834 |
| 6.  | Joseph Duncan              | Democrata             | 1834 - 1838 |
| 7.  | Thomas Carlin              | Democrata             | 1838 - 1842 |
| 8.  | Thomas Ford                | Democrata             | 1842 - 1846 |
| 9.  | Augustus C. French         | Democrata             | 1846 - 1853 |
| 10. | Joel Aldrich Matteson      | Democrata             | 1853 - 1857 |
| 11. | William Henry Bissell      | Republicano           | 1857 - 1860 |
| 12. | John Wood                  | Republicano           | 1860 - 1861 |
| 13. | Richard Yates              | Republicano           | 1861 - 1865 |
| 14. | Richard James Oglesby      | Republicano           | 1865 - 1869 |
| 15. | John M. Palmer             | Republicano           | 1869 - 1873 |
| 16. | Richard James Oglesby      | Republicano           | 1873        |
| 17. | John Lourie Beveridge      | Republicano           | 1873 - 1877 |
| 18. | Shelby Moore Cullom        | Republicano           | 1877 - 1883 |
| 19. | John Marshall Hamilton     | Republicano           | 1883 - 1885 |
| 20. | Richard James Oglesby      | Republicano           | 1885 - 1889 |
| 21. | Joseph W. Fifer            | Republicano           | 1889 - 1893 |
| 22. | John Peter Altgeld         | Democrata             | 1893 - 1897 |
| 23. | John Riley Tanner          | Republicano           | 1897 - 1901 |
| 24. | Richard Yates              | Republicano           | 1901 - 1905 |
| 25. | Charles S. Deneen          | Republicano           | 1905 - 1913 |
| 26. | Edward Fitzsimmons Dunne   | Democrata             | 1913 - 1917 |
| 27. | Frank O. Lowden            | Republicano           | 1917 - 1921 |
| 28. | Len Small                  | Republicano           | 1921 - 1929 |
| 29. | Louis Lincoln Emmerson     | Republicano           | 1929 - 1933 |
| 30. | Henry Horner               | Democrata             | 1933 - 1940 |
| 31. | John Henry Stelle          | Democrata             | 1940 - 1941 |
| 32. | Dwight H. Green            | Republicano           | 1941 - 1949 |
| 33. | Adlai Stevenson            | Democrata             | 1949 - 1953 |
| 34. | William Stratton           | Republicano           | 1953 - 1961 |
| 35. | Otto Kerner, Jr.           | Democrata             | 1961 - 1968 |
| 36. | Samuel H. Shapiro          | Democrata             | 1968 - 1969 |
| 37. | Richard B. Ogilvie         | Republicano           | 1969 - 1973 |
| 38. | Daniel Walker              | Democrata             | 1973 - 1977 |
| 39. | James R. Thompson          | Republicano           | 1977 - 1991 |
| 40. | Jim Edgar                  | Republicano           | 1991 - 1999 |
| 41. | George Ryan                | Republicano           | 1999 - 2003 |
| 42. | Rod Blagojevich            | Democrata             | 2003-2009   |
| 43. | Pat Quinn                  | Democrata             | 2009-2015   |
| 44. | Bruce Rauner               | Republicano           | 2015-2019   |
| 45. | J. B. Pritzker             | Democrata             | 2019-       |